# Thomas Hughes (écrivain)
Pour les articles homonymes, voir Thomas Hughes.

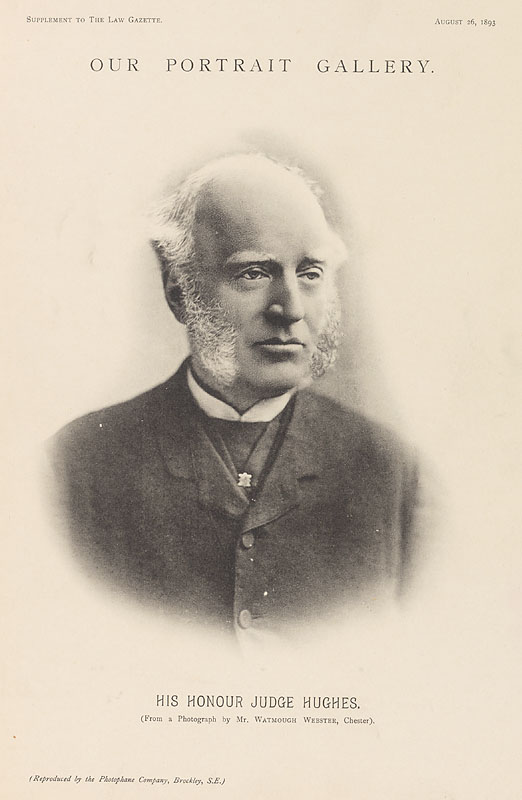
Thomas Hughes (écrivain)

Thomas Hughes (20 octobre 1822 - 22 mars 1896) est un écrivain britannique inventeur de l'idée de muscular christianity, à la suite du pasteur Charles Kingsley. Son roman Tom Brown's Schooldays, publié en 1857, décrit, à travers les années de scolarité d'un jeune homme à Rugby, un idéal de vie fondé sur des valeurs morales. Le personnage principal est inspiré de Thomas Arnold (1795-1841), directeur de l'école de Rugby et grand réformateur de l'enseignement. 
En 1854, il participa à la création du Working Men's College.

## Romans
- Tom Brown's School Days  (1857)
- The Scouring of The White Horse (1859)
- Tom Brown at Oxford (1861)

## Romans autobiographiques
- Religio Laici (1861)
- A Layman's Faith (1868)
- Alfred the Great (1870)
- Memoir of a Brother (1873)
- The Old Church; What Shall We Do With It? (1878)
- The Manliness of Christ (1879)
- True Manliness (1880)
- Rugby Tennessee (1881)
- Memoir of Daniel Macmillan (1882)
- G.T.T. Gone to Texas (1884)
- Notes for Boys (1885)
- Life and Times of Peter Cooper (1886)
- James Fraser Second Bishop of Manchester (1887)
- David Livingstone (1889)
- Vacation Rambles (1895)
- Early Memories for the Children (1899)